# Bahnhof Napoli Campi Flegrei

Der Bahnhof Napoli Campi Flegrei ist ein Bahnhof der süditalienischen Großstadt Neapel, auf der Bahnstrecke Villa Literno–Napoli Gianturco. Er befindet sich im westlichen Stadtteil Fuorigrotta und wird nach den Phlegräischen Feldern benannt.

## Geschichte
Der damalige Bahnhof Fuorigrotta wurde am 20. September 1925 mit dem ersten Teilstück der Bahnstrecke Villa Literno–Napoli Gianturco in Betrieb genommen.
1927 erhielt er die neue Bezeichnung Napoli Campi Flegrei.

## Verkehr
Der früher wichtige Fern- und S-Bahnhof wird seit 2009 ausschließlich von den S-Bahn-Zügen der Linie 2 bedient sowie von den Regionalzügen von und nach Formia.

## Anbindung
In unmittelbarer Nähe des Bahnhofs befindet sich der unterirdische Haltepunkt Mostra-Stadio Maradona der Ferrovia Cumana.
| Linie   | Verlauf |
| ------- | --- |
| Linie 2 | Pozzuoli Solfatara – Bagnoli-Agnano Terme – Cavalleggeri Aosta – Campi Flegrei – Piazza Leopardi – Mergellina – Piazza Amedeo – Montesanto – Piazza Cavour – Piazza Garibaldi – Gianturco – San Giovanni-Barra |